# Изъявительное наклонение
Изъяви́тельное наклоне́ние — одна из форм глагольной категории наклонения, представляющая процесс как реальный. Выражает наличие или отсутствие необусловленного (объективного) действия, в пределах того или другого времени, как бы в созерцании действия; различные отношения субъекта к этому действию им не определяются и передаются уже другими наклонениями.

## Морфологические признаки

### В русском языке
В отличие от сослагательного и повелительного наклонения, только глаголы в изъявительном наклонении в русском языке имеют временные формы: пишу, писал, написал, буду писать, напишу.
Специальных морфологических признаков изъявительное наклонение не имеет и всегда образуется от основы данного времени (настоящего, прошедшего, будущего) путём присоединения к ней соответствующих окончаний. Лицо, выражаемое этим окончанием, как и у всех прочих наклонений (кроме повелительного и так называемого неопределённого наклонения), понимается в именительном падеже. Значение изъявительного наклонения имеют также иногда и формы инъюнктива.